# Николай Лузин
Николай Лузин е руски математик.

## Биография
Роден е в Русия през 9 декември 1883 година.
Създател е на дескриптивна теория на множествата и основател на Московската школа по математика.
Умира през 28 февруари 1950 година в Москва.